# Elastizitätsgrenze
Als Elastizitätsgrenze eines Werkstoffes bezeichnet man die Größe der mechanischen Spannung (N/m²), unterhalb der das Material elastisch ist, d. h., es nimmt wieder die ursprüngliche Form ein, wenn die Belastung entfernt wird (nicht-bleibende/reversible Verformung). Beim Überschreiten der Elastizitätsgrenze und dem Erreichen der Fließspannung tritt eine irreversible, plastische Verformung bzw. plastisches Fließen des Werkstoffes ein.
Die Elastizitätsgrenzwerte werden neben anderen Werkstoffkenngrößen zum Beispiel für die Modellierung und Berechnung des mechanischen Verhaltens einer Konstruktion verwendet.

## Arten

### Nach Spannungszustand
- Bei Zugbeanspruchung bzw. Dehnung spricht man von der Streckgrenze oder, wenn das genaue Einsetzen des Fließens nicht exakt bestimmbar ist, von der Dehngrenze.
- Bei Druckbeanspruchung bzw. Stauchung wird auch von Stauchgrenze gesprochen (früher Quetschgrenze).

Seltener Erwähnung finden
- bei Biegung die Biegegrenze
- bei Torsion die Torsionsgrenze.

### Fließgrenze
Die Fließgrenze ist komplementär zur Elastizitätsgrenze, die auch in der Rheologie und insbesondere in Fließkurven verwendet wird. Häufig wird die Fließgrenze aber auch synonym mit der Streck- oder Dehngrenze bei Prozessen mit großem Umformgrad oder hohen Temperaturen verwendet.

## Experimentelle Bestimmung
Bei einachsigen Zugspannungen beispielsweise ist die Elastizitätsgrenze der Punkt des Spannungs-Dehnungs-Diagramms, in dem die Spannungskurve vom linearen Verlauf der Hooke’schen Geraden abweicht. Bei einer realen Messung im Zugversuch kann, je nach Werkstoff, meist nur ein Spannungsbereich ausgezeichnet werden, der auch von der Messmethode abhängig ist: 

Schematisches Spannungs-Dehnungs-Diagramm mit ausgeprägter Streckgrenze

- Die Streckgrenze {\displaystyle R_{\text{e}}} bezeichnet diejenige Spannung, bis zu der ein Werkstoff keine plastische Dehnung zeigt. Wenn die Spannung beim weiteren Aufbringen einer Dehnung wieder abfällt, liegen eine obere Streckgrenze {\displaystyle R_{\text{eH}}} (Index H für high) und eine untere Streckgrenze {\displaystyle R_{\text{eL}}} (Index L für low) vor. {\displaystyle R_{\text{eH}}} entspricht dann der Elastizitätsgrenze. In unlegierten Stählen ist die Streckgrenze gut identifizierbar.[2]

Schematisches Spannungs-Dehnungs-Diagramm mit kontinuierlichem Fließbeginn und eingetragener 0,2 %-Dehngrenze

- Bei Werkstoffen mit kontinuierlichem Fließbeginn (z. B. Al, Cu, Mg etc.) kann die „Streckgrenze“ nicht eindeutig aus dem Diagramm abgelesen werden. In diesem Fall wird stattdessen eine „Dehngrenze“ angegeben (Formelzeichen {\displaystyle R_{\text{p 0,2}}}), die eindeutig ablesbar ist. Die Dehngrenze ist diejenige Spannung, die eine definierte plastische Verformung erzeugt. Wie groß diese bleibende Verformung ist, wird als Index angegeben, der hierbei übliche Wert sind 0,2 % {\displaystyle \left(R_{\text{p 0,2}}\right),} in Ausnahmefällen auch 0,01 % {\displaystyle \left(R_{\text{p 0,01}}\right)}, 0,005 % {\displaystyle \left(R_{\text{p 0,005}}\right)} oder 2 % {\displaystyle \left(R_{\text{p 2}}\right)} bei Polymeren.

Die Fließspannung ist zudem abhängig von der Verfestigung im Werkstoff, der Temperatur, der Dehnrate und dem mehrachsigen Spannungszustand.

## Werkstoffkunde
Nach dem Überschreiten der Elastizitätsgrenze lässt sich der Werkstoff auch unter einer weniger stark ansteigenden oder sogar abfallenden Last verformen wie im Spannungs-Dehnungs-Diagramm dargestellt. Ab dieser Spannungsgrenze werden im großen Maße andere Verformungsmechanismen in der Mikro- und Nanostruktur des Werkstoffes aktiviert. Bei vielen Werkstoffen tritt bei weitergehender Verformung eine Verfestigung ein. In Metallen und Kristallinen Werkstoffen ist dieses Verhalten häufig auf die ansteigende Versetzungensdichte und Änderungen in der Aktivität der Gleitsysteme zurückzuführen.
Andere Verformungsmechanismen wie z. B. Zwillingsbildung können der Grund sein, weshalb ein Werkstoff keine eindeutige Streckgrenze ausbildet und stattdessen die Dehngrenze als Elastizitätsgrenze abgeschätzt werden muss.